# Simon King

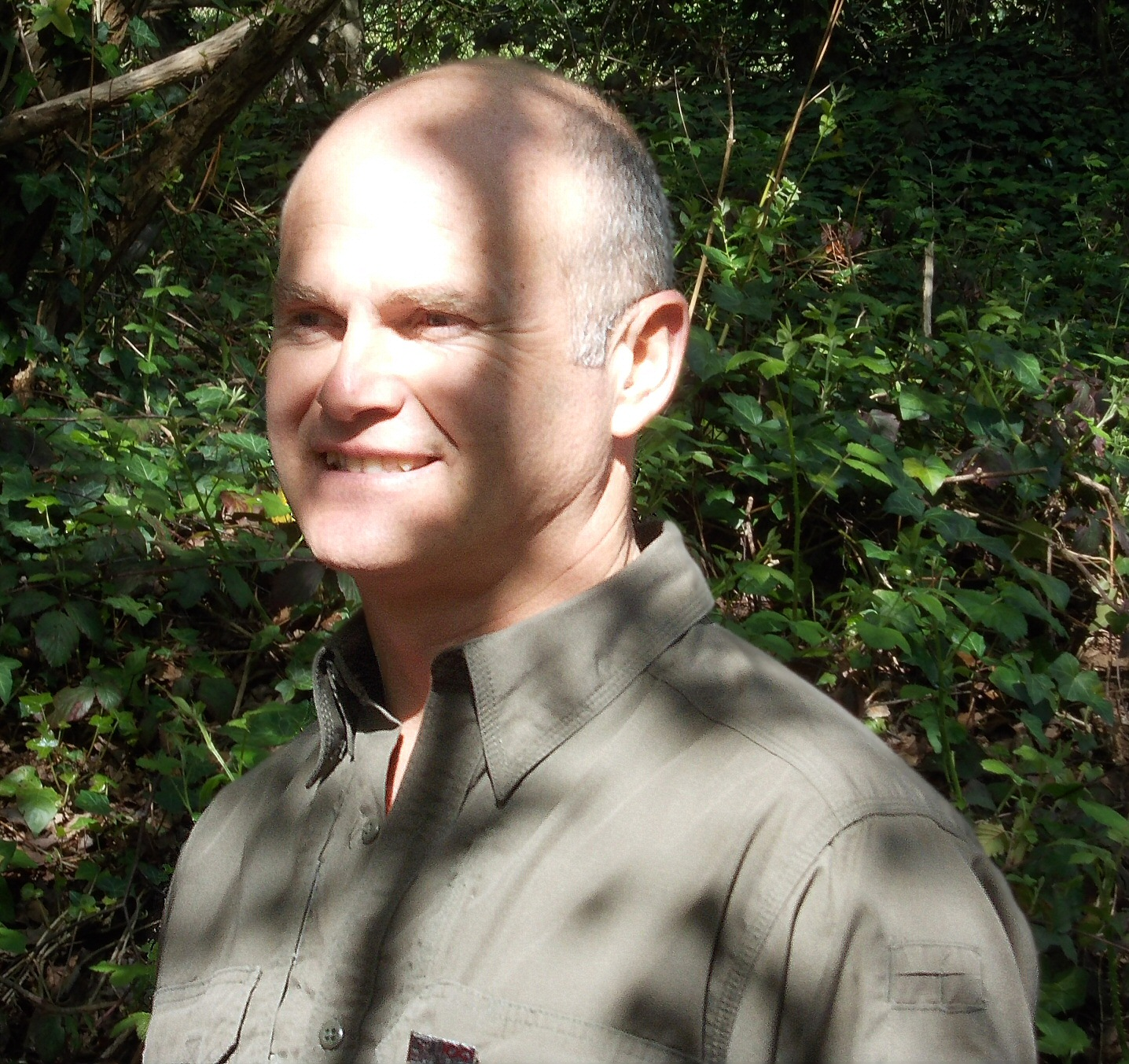
Simon King (2012)

Simon Henry King (* 27. Dezember 1962 in Nairobi, Kenia) ist ein britischer Moderator und Kameramann der BBC. Er beschäftigt sich vor allem mit der afrikanischen Tierwelt mit dem Schwerpunkt Geparden.

## Karriere
King wurde in Nairobi geboren, wanderte jedoch im Alter von zwei Jahren mit seinen Eltern nach Bristol aus, wo er aufwuchs. Als sich seine Eltern scheiden ließen, lebte er mit seiner Schwester bei seiner Mutter. Von 1973 bis 1978 ging er auf die Hanford School, eine weiterführende Schule in Bristol.
1979 produzierte er seinen ersten Film fürs Fernsehen. Dieser wurde in der The World About Us Sendereihe gezeigt. Seitdem war er an mehr als 80 Naturkundefilme in verschiedener Funktion beteiligt.
King wurde durch die Handaufzucht von zwei Gepardenbabys  in Kenia, deren Eltern von Löwen getötet worden sind, international bekannt. Er gab den beiden die Namen Toki und Sambu. Die beiden Tiere wurden im entsprechenden Alter ausgewildert, und ihnen wurde das Jagen beigebracht. Sambu wurde eines Nachts von Löwen gerissen, lediglich Toki erreichte das Erwachsenenalter.
Seit 2002 ist er Moderator der Serie Big Cat Diary. Dort arbeitet er mit Jonathan Scott und Saba Douglas-Hamilton zusammen.

## Auszeichnungen
Im Dezember 2009 erhielt King den Verdienstorden Order of the British Empire für seine Dienste bei der Tierfotografie und beim Wildtierschutz.